# Enrique García Vázquez
Enrique García Vázquez (4 de agosto de 1916-30 de marzo de 1999) fue un político y contador argentino, que se desempeñó como presidente del Banco Central de la República Argentina, durante la presidencia de Raúl Alfonsín, en dos ocasiones (1983-1985 y 1989). Con anterioridad había ocupado el cargo de vicepresidente de la entidad entre 1963 y  1966, durante el gobierno de Arturo Umberto Illia.
Doctor en Economía, fue miembro de la Academia Nacional de Ciencias Económicas. Se desempeñó como docente en la Universidad de Buenos Aires y en esta época escribió diversos artículos al respecto.
Militó activamente en la Unión Cívica Radical, llegando a ocupar cargos partidarios y a desempeñarse como asesor del presidente Alfonsín.
Ganó el premio Konex en 1986, en la categoría Política económica, del mismo que sería jurado en 1996, pero en Humanidades.